# نونورا
نونورا كان إلهًا في بلاد ما بين النهرين يُعرف بخزافه الإلهي. ارتبط بالسحر الوقائي وطرد الأرواح الشريرة، واستدعي في التعاويذ لمقاومة الشياطين. في القوائم الإلهية اللاحقة، جرى مساواته بالإله إيا، مما يعكس نزعةً إلى اعتبار الآلهة الحرفيين تجلياتٍ لهذا الإله.

## الاسم والطابع الشخصي
اسم نونورا كان يُكتب بالخط المسماري dNun-ur4-ra أو dNin-ur4-ra، إلا أن التهجئة الأخيرة تُعتبر غير معتادة. يمكن تمثيل الاسم بالرمز dBÁḪAR، بمعنى (الخزاف)،  ولكن هذا الرمز نفسه يمكن استخدامه لكتابة أسماء آلهة أخرى، مثل أرورو، وليل، وإنينورو، ونونشار، وشارشار. الثلاثة الأخيرة من هذه الأسماء هي أسماء ثانوية للإله إنكي/إيا. في القائمة المعجمية ديري نيبور، غيرت معاني الرمزين dBÁḪAR وdSIMUG (الحداد)، حيث فُسّر الأول على أنه إله الحدادة نيناجال والثاني على أنه نونورا. وفي سياق متصل، يشير مارخام ج. جيلر إلى نونورا كإلهة أنثى، بينما يصفه مؤلفون آخرون بأنه ذكر.
عمل نونورا كخزاف إلهي، وكان يُلقب بخزاف أنو. رغم ذلك، كان يرتبط أحيانًا بالإله إيا، وجرى في القوائم الإلهية اللاحقة مساواة بينهما، حيث وصف نونورا بأنه "إيا الخزاف". يبدو أن هذا يعكس نزعة لاحقة لربط آلهة الحرفيين بإيا، وربما سهّل التشابه بين اسم نونورا والصيغة السحرية إنينورو، المرتبطة بإيا، هذا الربط.
كان نونورا يلعب دورًا مهمًا في السحر الوقائي وطقوس طرد الأرواح الشريرة. وتشير إحدى التعاويذ المرتبطة بطقوس الاغتسال إليه بلقب (سيد التطهير).

## تصديقات
نونورا مذكور في عدد من التعاويذ. في نص يعود إلى الألفية الثالثة قبل الميلاد يسرد اسمه بجانب إنكي وأسالوهي، وهما شائعان في الصيغ السحرية، وأيضًا نينشوبور، التي تكاد تكون غائبة عن مجموعة النصوص في هذه الفترة. إذا كانت الاستعادة صحيحة، فإنه يُستدعى للتخلص من الشياطين من المنزل، على غرار ما هو الحال في مصادر لاحقة مثل: (أودوغ هول). وتصف سلسلة التعاويذ هذه نونورا بتسخين مكونات مختلفة مرتبطة بالسحر والطب في فرن (اللوح 9، السطر 47'). يُستدعى لإزالة الشيطان من المنزل في تعويذة (قدر أطلق في فرن نقي من مكان نقي). يفترض أنه كان وعاءً حقيقيًا يستخدم في الطقوس، حيث يبدو أن المقطع يستدعي أيضًا آلهة أخرى، مثل نينجيريما، ونيسابا، وليسين، فيما يتعلق بالأدوات أو المواد التي من المعروف أنها لعبت دورًا في طرد الشر في بلاد ما بين النهرين. هناك تعويذة قديمة تعود إلى الفترة البابلية القديمة تصف نونورا بإعداد ساھار، وهو وعاء مسامي يستخدم كحاوية للماء في الطرد الشرير، من الطين الذي طهرته سابقًا إلهة التطهير كوسو. يحتوي نص عثر عليه في نمرود على عبارة (نونورا، أطلق من فرن كبير)، على الأرجح بداية صيغة أخرى غير محفوظة.
وفقًا للمجموعة CBS 6060، وهو نص باطني يربط الآلهة بالمواد والأشياء، تُنسب الأوعية الصغيرة إلى نونورا، الذي يُفسّر اسمه هنا على أنه إيا.

### بيبليوغرافيا
- Cavigneaux, Antoine; Krebernik, Manfred (1998), "Nun-ura", Reallexikon der Assyriologie (بالألمانية), Retrieved 2022-12-05
- Geller، Markham J. (2015). Healing Magic and Evil Demons. De Gruyter. DOI:10.1515/9781614513094. ISBN:978-1-61451-309-4.
- George، Andrew R. (1991). "Babylonian Texts from the Folios of Sidney Smith. Part Two: Prognostic and Diagnostic Omens, Tablet I". Revue d'Assyriologie et d'archéologie orientale. Presses Universitaires de France. ج. 85 ع. 2: 137–167. ISSN:0373-6032. JSTOR:23281884. مؤرشف من الأصل في 2022-12-06. اطلع عليه بتاريخ 2022-12-05.
- George، Andrew R. (2016). Mesopotamian incantations and related texts in the Schøyen Collection. Bethesda, Maryland. ISBN:978-1-934309-66-7. OCLC:936548667.{{استشهاد بكتاب}}:  صيانة الاستشهاد: مكان بدون ناشر (link)
- Krebernik, Manfred (2011), "dSIMUG", Reallexikon der Assyriologie (بالألمانية), Retrieved 2022-12-05
- Lambert، Wilfred G. (2013). Babylonian Creation Myths. Winona Lake, Indiana: Eisenbrauns. ISBN:978-1-57506-861-9. OCLC:861537250.
- Livingstone، Alasdair (1986). Mystical and Mythological Explanatory Works of Assyrian and Babylonian Scholars. Oxford: Clarendon Press.
- Peterson، Jeremiah (2009). God lists from Old Babylonian Nippur in the University Museum, Philadelphia. Münster: Ugarit Verlag. ISBN:978-3-86835-019-7. OCLC:460044951. مؤرشف من الأصل في 2025-01-27.
- Rendu Loisel، Anne-Caroline (2015). "The Voice of Mighty Copper in a Mesopotamian Exorcistic Ritual". في Pongratz-Leisten، Beate؛ Sonik، Karen (المحررون). The Materiality of Divine Agency. Studies in Ancient Near Eastern Records (SANER). De Gruyter. ص. 211–228. DOI:10.1515/9781501502262-012.
- Rudik, Nadezda (2018). "„Dieser Ziegel ist wie Lapislazuli..." Ein bisher übersehenes Bauritual im Kontext der frühen sumerischen Beschwörungen.". Text and Image: Proceedings of the 61e Rencontre Assyriologique Internationale, Geneva and Bern, 22-26 June 2015 (بالألمانية). Peeters Publishers. pp. 399–410. DOI:10.2307/j.ctv1q26x24.40. S2CID:240366059.